# Lephalale (gmina)
Lephalale – gmina w Republice Południowej Afryki, w prowincji Limpopo, w dystrykcie Waterberg. Siedzibą administracyjną gminy jest Lephalale.